# سيتروين زيت إكس
سيتروين زيت إكس هي سيارة من صناعة سيتروين أنتجت في 1991 وتوقف إنتاجها في 1998.